# Accelerated Mobile Pages

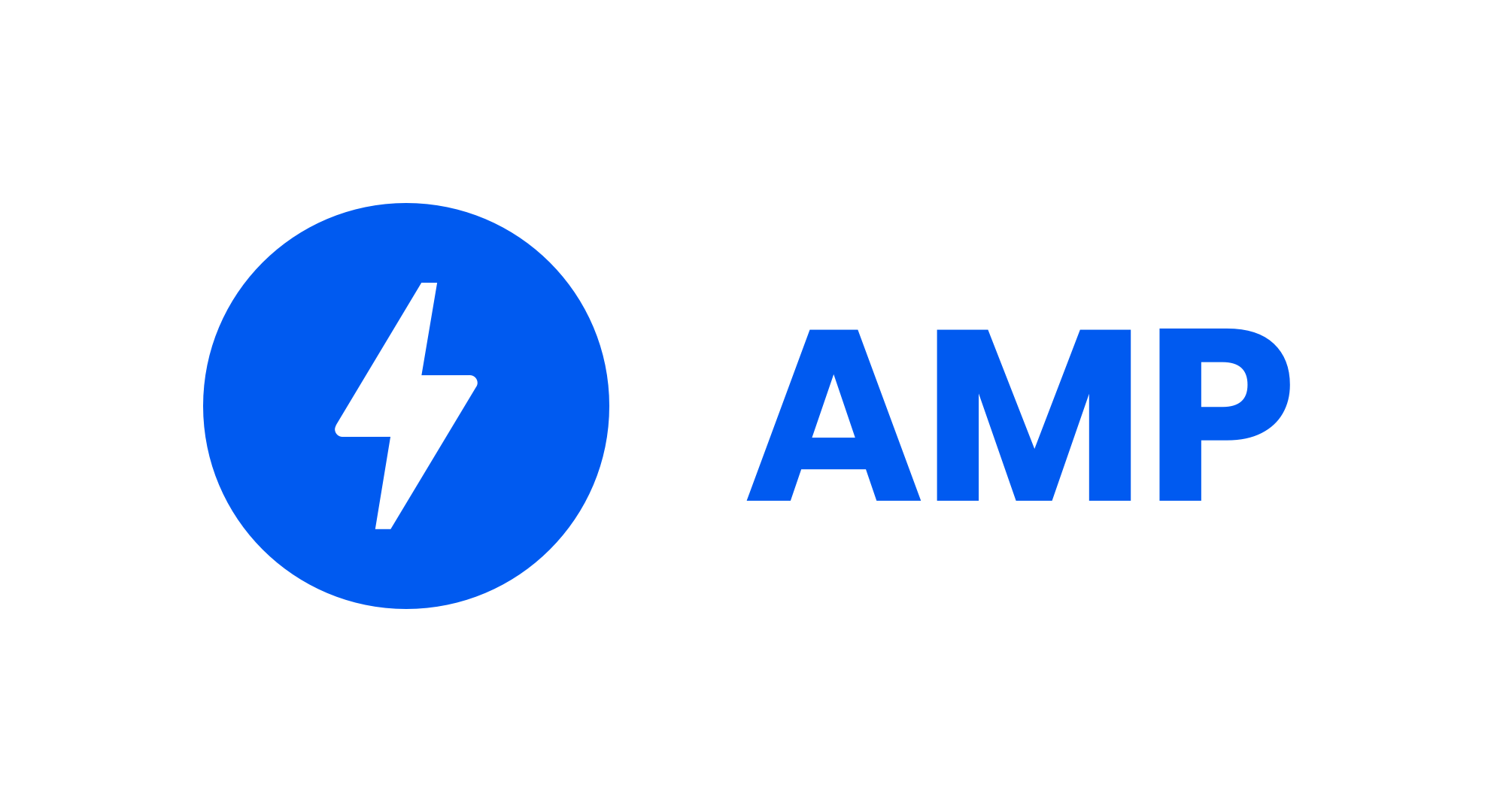
Logo projektu AMP

AMP (původně zkratka Accelerated Mobile Pages, doslova zrychlené mobilní stránky) je standard vycházející z HTML určený pro vytváření webových stránek pro chytré telefony. Jedná se o projekt, který započala na podzim 2015 společnost Google. Oficiálně jej spustila v únoru 2016. V roce 2019 byla zveřejněna jeho varianta pro e-mailové zprávy.
Mezi důvody, proč AMP nepoužívat, patří podle kritiků skutečnost, že posiluje pozici společnosti Google a jejích technologií na úkor nezávislého webu.